# Ashes and Snow

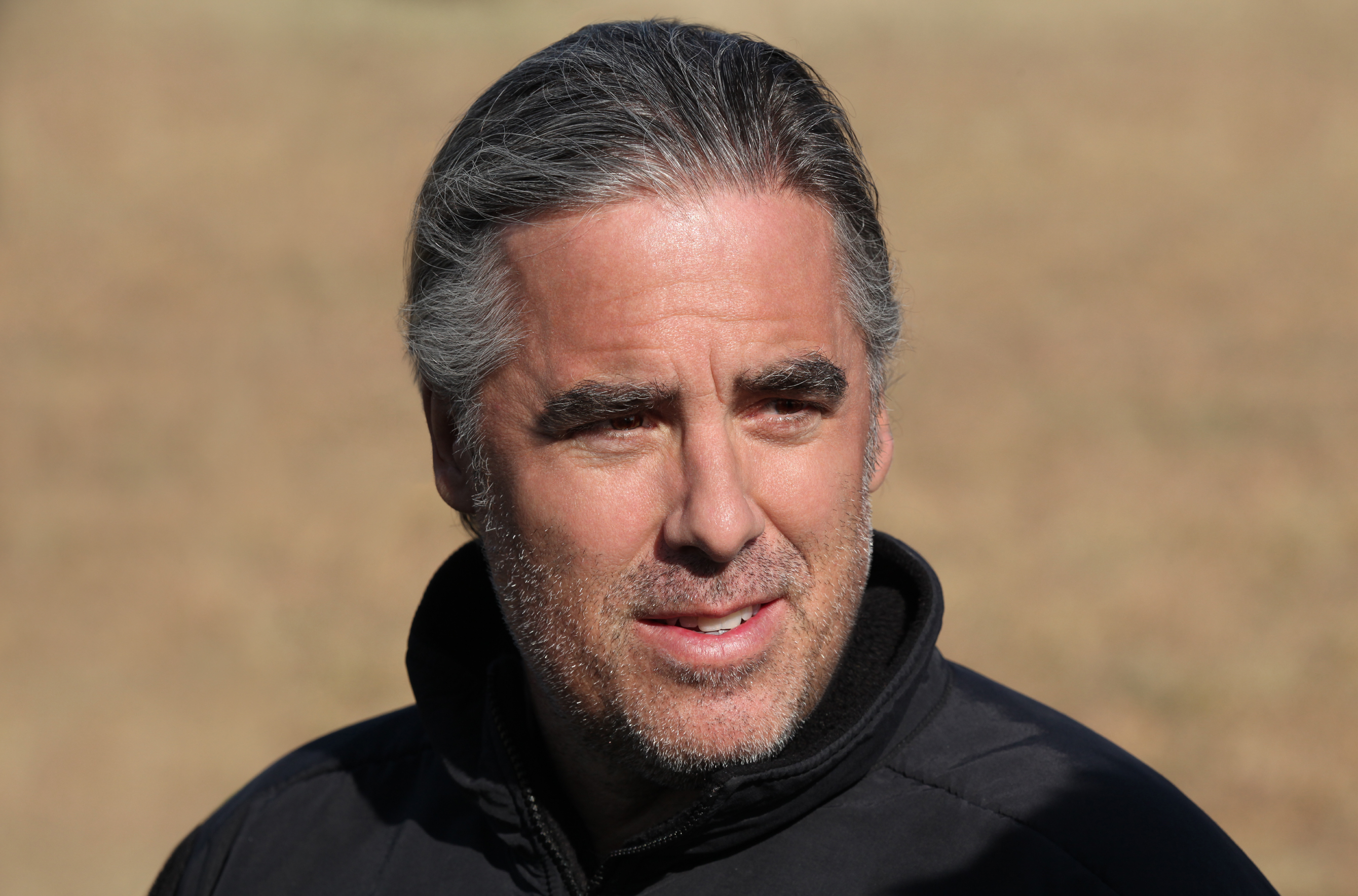
Gregory Colbert.

Ashes and Snow, del artista canadiense Gregory Colbert, es una instalación compuesta por obras fotográficas, videos y una novela escrita en cartas, que viaja en el Museo Nómada (The Nomadic Museum), una estructura temporal construida únicamente para la exposición. Las obras exploran la sensibilidad poética que comparten los seres humanos y los animales. Ashes and Snow ha viajado a Venecia, Nueva York, Santa Mónica, Tokio, y la Ciudad de México. Ashes and Snow ha sido visitada por más de 10 millones de personas ,e lo que la convierte en la exposición de un artista vivo con mayor asistencia en la historia.

## Descripción
Cada exposición consiste en más de cincuenta obras fotográficas de técnica mixta de gran formato y tres instalaciones de video. Las obras fotográficas miden aproximadamente 3.5 por 2.5 metros. Cada obra es creada mediante un proceso encáustico sobre papel japonés hecho a mano. Los videos incluyen un largometraje de 35mm con una duración de sesenta minutos y dos videos cortos “haiku”. Ninguna de las imágenes fotográficas ni videos han sido alterados por procesos de collage digital o superpuestos digitalmente.  
Los videos son narrativas poéticas, más qué documentales. El largometraje “Ashes and Snow: The Film” fue editado por Pietro Scalia, ganador del Oscar en dos ocasiones. Los narradores son Laurence Fishburne en la versión en inglés, Enrique Rocha en la versión en español, Ken Watanabe en la versión en japonés y Jeanne Moreau en la versión en francés.  Actualmente se encuentran en preparación versiones en portugués, ruso, chino, árabe, alemán e italiano. Los colaboradores musicales incluyen a Michael Brook, David Darling, Heiner Goebbels, Lisa Gerrard, Lukas Foss, Nusrat Fateh Ali Khan, and Djivan Gasparayan. El título, Ashes and Snow, refiere al componente literario de la exposición. Es un recuento ficticio de un hombre quien durante un año de viaje escribió 365 cartas a su esposa. Algunos fragmentos de dichas cartas comprenden la narración de los videos. Gregory Colbert publicó Ashes and Snow: A Novel in Letters (Cenizas y Nieve: Una Novela en Cartas) en 2004.  
Desde 1992, Colbert ha realizado más de 60 expediciones a lugares como India, Burma, Sri Lanka, Egipto, Dominica, Etiopía, Kenia, Tonga, Namibia y Antártica para filmar y fotografiar las interacciones entre los seres humanos y los animales. Colbert filmó y fotografió animales como elefantes, ballenas, manatíes, ibis sagrados, grullas Antígona, águilas reales, halcones gyr, rinocerontes búceros, guepardos, leopardos, perros salvajes africanos, babuinos, gibones, orangutanes y cocodrilos de agua salada. Los sujetos humanos que ha fotografiado y filmado incluyen a monjes birmanos, bailarines en trance, gente San, y miembros de otras tribus indígenas alrededor del mundo. Hasta la fecha, Gregory Colbert ha colaborado con más de 130 especies. 
El debut público de Ashes and Snow se llevó a cabo en el 2002, en el Arsenal de Venecia, y fue un éxito, tanto crítico como popular. El reportero del New York Times Alan Riding dijo lo siguiente sobre el trabajo de Gregory Colbert en Venecia: “Impresas en papel japonés hecho a mano, las imágenes de tonalidades terrestres tienen poder no tanto por su belleza formal como por la forma en que envuelven al observador en su atmósfera.  No tienen subtítulos, porque importa poco el cuándo, dónde y cómo fueron tomadas las fotografías. Son simplemente ventanas a un mundo en que el silencio y la paciencia gobiernan al tiempo.”

## El Museo Nómada
Gregory Colbert concibió la idea de un museo itinerante sostenible en 1999. Colbert imaginaba una estructura portátil que pudiera ensamblarse o reciclarse fácilmente en cada locación, y que funcionara como el componente arquitectónico de la instalación en su viaje por el mundo.
El Arsenal de Venecia inspiró la estética y los conceptos arquitectónicos del Museo Nómada, que debutó en Nueva York en 2005. Las paredes del interior y exterior del primer Museo Nómada estaban construidas a partir de grandes contenedores de carga apilados con un diseño de tablero de ajedrez. La arquitectura del Museo Nómada continuó su evolución mientras el Museo viajaba a Los Ángeles en el 2006 y a Tokio en el 2007.  
La versión más reciente del Museo Nómada se ubicó en 2008, en el Zócalo de la Ciudad de México.  Diseñado por el arquitecto colombiano Simón Vélez, en colaboración con Gregory Colbert, el Museo exhibió prácticas sostenibles y un acercamiento arquitectónico innovador a través del uso del bambú guadua como su principal componente estructural. El Museo Nómada del Zócalo, de 5,130 metros cuadrados, fue el edificio de bambú más grande que jamás se haya construido.
Como todos los elementos de Ashes and Snow, el Museo será rediseñado y adaptado para cada nueva locación.  
El Museo Nómada, el hogar de viaje de Ashes and Snow, se trazó a viajar por el mundo sin destino final.

## Reseñas
Ashes and Snow de Gregory Colbert ha sido cubierta por los principales noticieros de América del Norte, Sudamérica, Europa, Asia y África, incluyendo CNN, CNN en Español, CNN Internacional, BBC Internacional, EuroNews, Televisa (México), TV Azteca (México), Televisión Española-TVE (España), ABC, NBC, CBS, A&E, RTVi (Russia), TV Globo (Brasil), Fuji TV (Japón), NHK (Japón), PBS, RAI TV (Italia), Fox News, CTV (Canadá), CBC (Canadá), CCTV (China), ZDF (Alemania), IRI TV (Irán) y TBS (Japón).
- “Sus fotografías asombrosas –de tono sepia y ocre… documentaron toda la caravana de criaturas hermosas que pasaron delante de su lente mágico… Dentro de su apariencia sobria, éste es un espacio extático; en cuanto a la instalación, es Zen… Es como una capilla Rothko en una escala mayor”.

—The Wall Street Journal, 2005
- “El trabajo de Colbert se siente eterno y sagrado. Resuena con una sabiduría luminosa y esencial que habla a través de las épocas… El trabajo de Colbert opera en un universo paralelo al nuestro, un mundo serio, refrescante, post – irónico, donde el asombro puro y el sobrecogimiento todavía residen”.

—The Globe and Mail, 2002
- ”No hay manera de hacer una traducción fiel de la palabra inglesa “bliss” al italiano. Sin embargo, es esta palabra la que explica con precisión la exhibición de Ashes and Snow”. - La Repubblica, 2002[8]

- “No hay un choque de especies en Ashes and Snow; es un lugar en donde el hombre y los animales coexisten pacíficamente, viviendo en sus sueños mutuos”.

—The Los Angeles Times Magazine, 2005
- “Fotos fascinantes de humanos y animales […] que reflejan una armonía asombrosa”.

—Stern, 2006
- “Un tributo vasto, dramático e impresionante a la naturaleza, a la vida tribal y a los animales en peligro de extinción”.

—South China Morning Post, 2006
- “Ashes and Snow es una expresión sobre las posibilidades poéticas de una relación armoniosa entre los animales y el hombre”.

- Newsweek, 2007
- “Tokio es un espacio tan artificial que aquellos que vivimos acá podemos, de manera gradual, perder la sensación de que todavía habitamos el mundo natural. Sin embargo, cuando venimos al museo nómada se nos hace recordar las sensaciones cálidas que el hombre debió tener mientras vivía con la naturaleza. El museo es un espacio donde podemos reconectar con quien realmente somos.

- Asahi Shimbun, 2007
- “En medio del Zócalo nace un museo de bambú. Sus raíces apuntan hacia el cielo y en su interior yace un secreto que le quitará la respiración: la exhibición de Ashes and Snow”.

- Reforma, 2008
- “El museo nómada restituye la posibilidad de asombro a museos cuyos excesos de luz y claridad han hecho desaparecer las sombras. El poder del show y el poder del edificio son tan recíprocos que es difícil separar al bailarín del baile. Colbert condiciona los sentidos de los visitantes para facilitar su entrada psicológica al espacio de las fotografías, para entregar el mensaje de que el hombre no está, y no puede estar, separado de la naturaleza dentro de la cual él evolucionó. En estos tiempos agnósticos y cínicos, el edificio se convierte en un lugar para sentir y creer. Ashes and Snow es un show cautivantemente, y magníficamente, simple”.

—Modern Painter, 2005